# Casa do Vigário
A Casa do Vigário é um prédio histórico localizado em Florianópolis, Santa Catarina, que foi residência do vigário do Santuário da Imaculada Conceição, na Lagoa da Conceição.

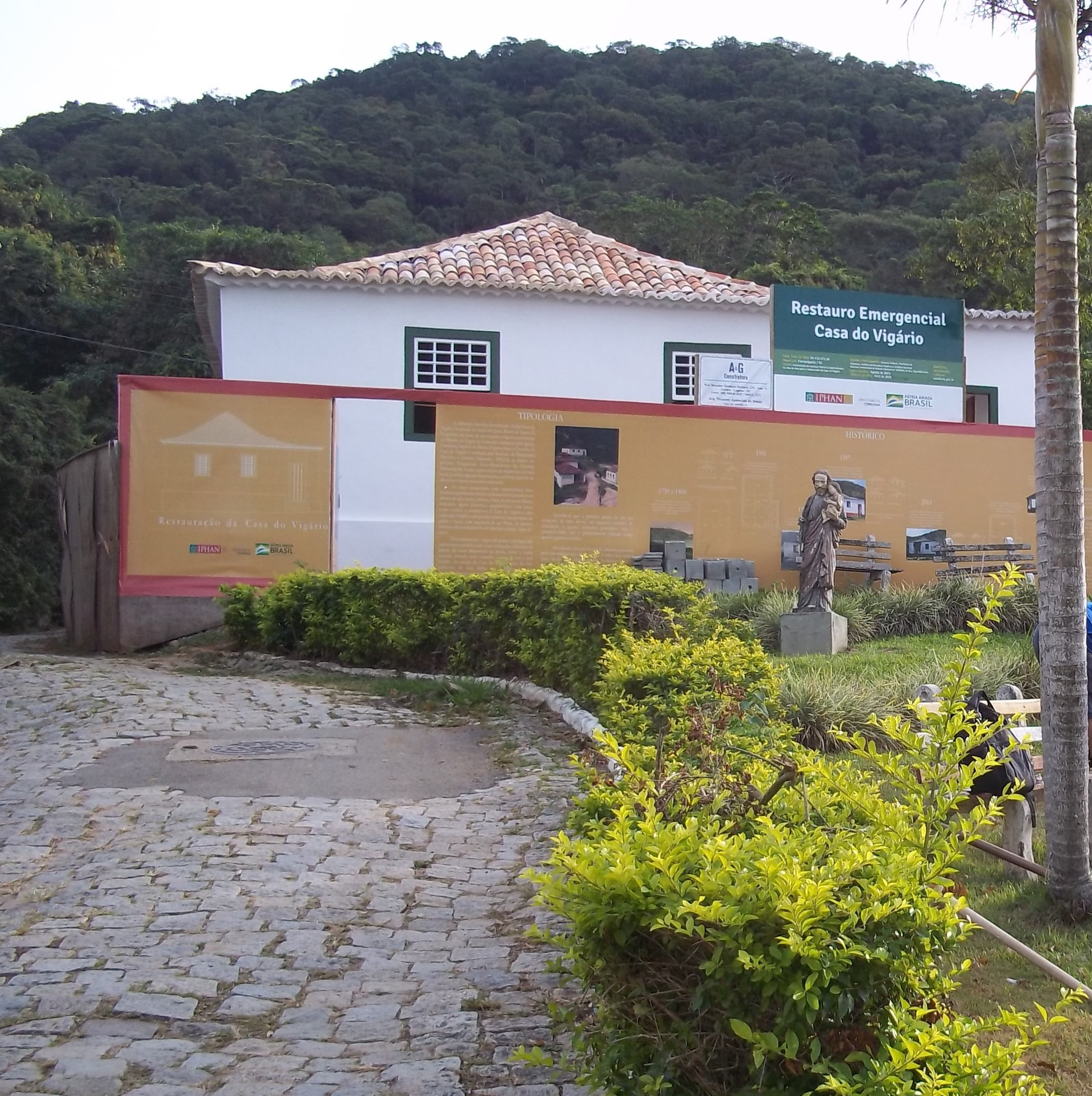
Visão sul da Casa do Vigário em restauro emergencial.

## Breve histórico
A data exata da construção da Casa do Vigário, ainda não foi identificada nas pesquisas históricas realizadas até hoje, entretanto, considera-se que sua construção tenha sido realizada no mesmo período em que a Igreja foi erguida, ou seja, no século XVIII. À Casa do Vigário faz parte do sítio histórico Conjunto de Nossa Senhora da Conceição da Lagoa, em Florianópolis, que é composto pela rampa de pedras, o Teatro do Divino, o antigo cemitério, as casas com características arquitetônicas coloniais e o largo. No ano de 1868, o pintor germânico Joseph Brüggemann inaugura sua pintura “Vista da Lagoa da Conceição" onde, ao fundo, é retratada à Casa do Vigário, a Igreja e as demais construções coloniais que compõe o sítio histórico.

## Obras de restauro emergencial
Em 2020, a Superintendência do Instituto do Patrimônio Histórico e Artístico Nacional em Santa Catarina (IPHAN-SC) e a empresa A & G Construtora LTDA., executaram o Projeto de Restauro Emergencial do prédio, que se encontrava em precário estado de conservação. Durante à etapa de abertura das “valas de drenagem e fiação elétrica”, na parte externa da residência, após a publicação da Portara nº 21, de 03 de abril de 2020, Seção 1, Anexo III (no D.O.U), as obras no entorno do prédio tiveram o acompanhamento técnico de um arqueólogo.

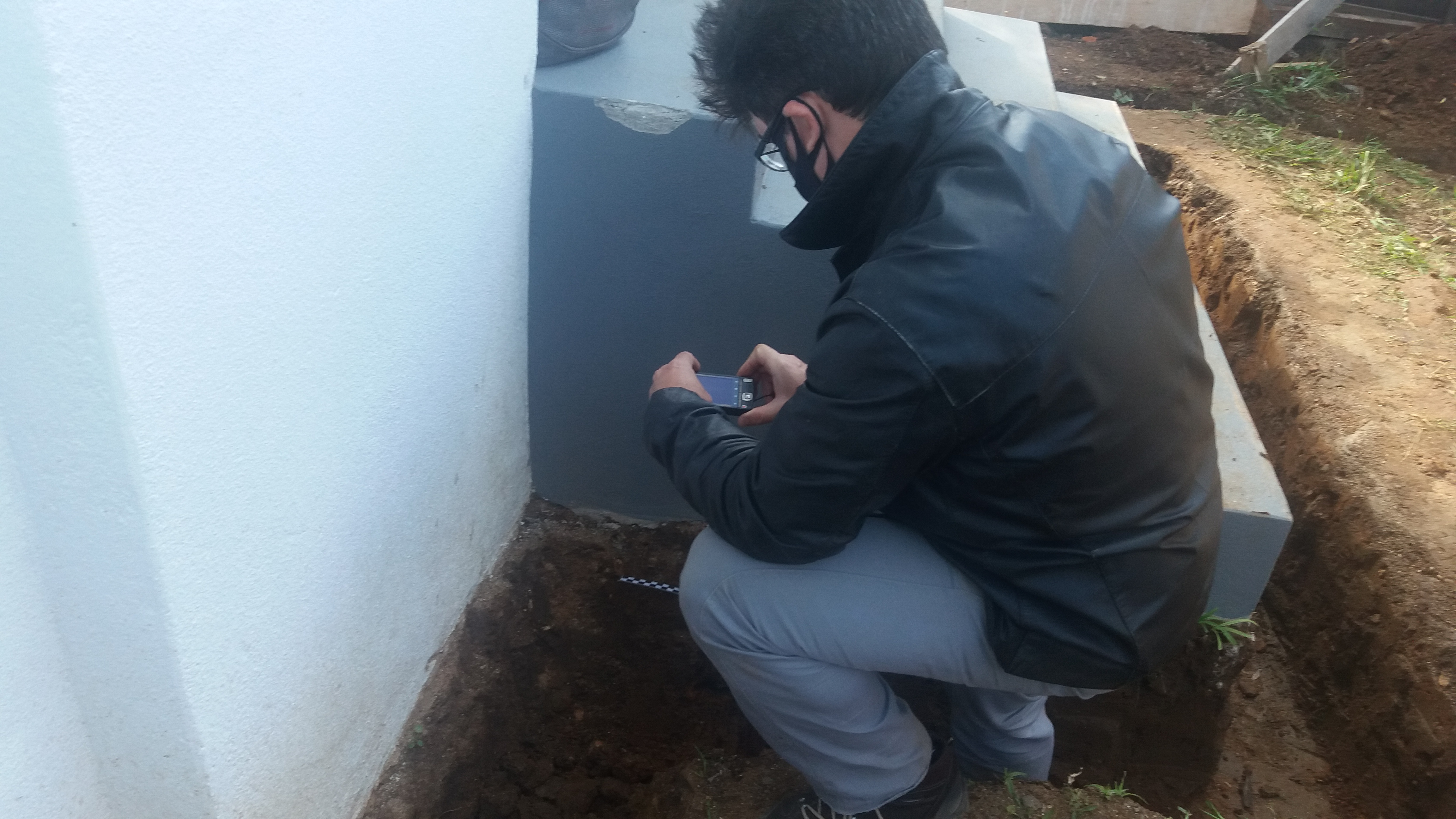
Arqueólogo documentando material arqueológico em campo.

O relatório final produzido pelo mesmo, destaca cerca de 240 peças arqueológicas que estão diretamente relacionadas as atividades culturais realizadas ao longo da história social do local. Do ponto de vista da Arqueologia Histórica, o Conjunto Nosso Senhora da Lagoa da Conceição mantém grande potencial de pesquisas arqueológicas, históricas e antropológicas
Segundo o relatório final do Projeto Florianopolis Arqueológica: “em 1975 foi tombado por Decreto Municipal n° 1.341/75. A Igreja do conjunto é tombada a nível estadual pelo Decreto nº 2.998/1998” com  isso,  destacando sua relevância no cenário histórico-social do estado de Santa Catarina.